# 인촨 허란산 FC
인촨 허란산 FC(银川贺兰山足球俱乐部)는 중국 닝샤 후이족 자치구 인촨시에 연고를 둔 축구단이었다. 허란산경기장을 홈 경기장으로 사용했다.

## 역사
인촨 허란산 FC는 2013년 7월 17일 인촨시체육연맹에 의해 설립되었다.
인촨 허란산 FC는 2020년 2월 4일에 급여 및 보너스 확인 양식을 제때 전달하지 못하여 2020 중국 갑급리그에서 실격되었다.